# Surviliškis
Surviliškis (von Survila, Adelsgeschlecht) ist ein Städtchen mit 351 (2011) Einwohnern  in der Rajongemeinde Kėdainiai, neben der Straße Kėdainiai–Krekenava,  am linken Ufer vom Nevėžis. Es ist das Zentrum des Gemeindeteils Surviliškis. Es gibt eine Post (LT-58047), ein Kulturhaus und eine Bibliothek. Hier lebte der Holzmeister, Holzskulptor und Volkskünstler Vincas Svirskis (1835–1916).
Die katholische Kirche des gekreuzigten Jesus in Surviliškis wurde 1791 errichtet.

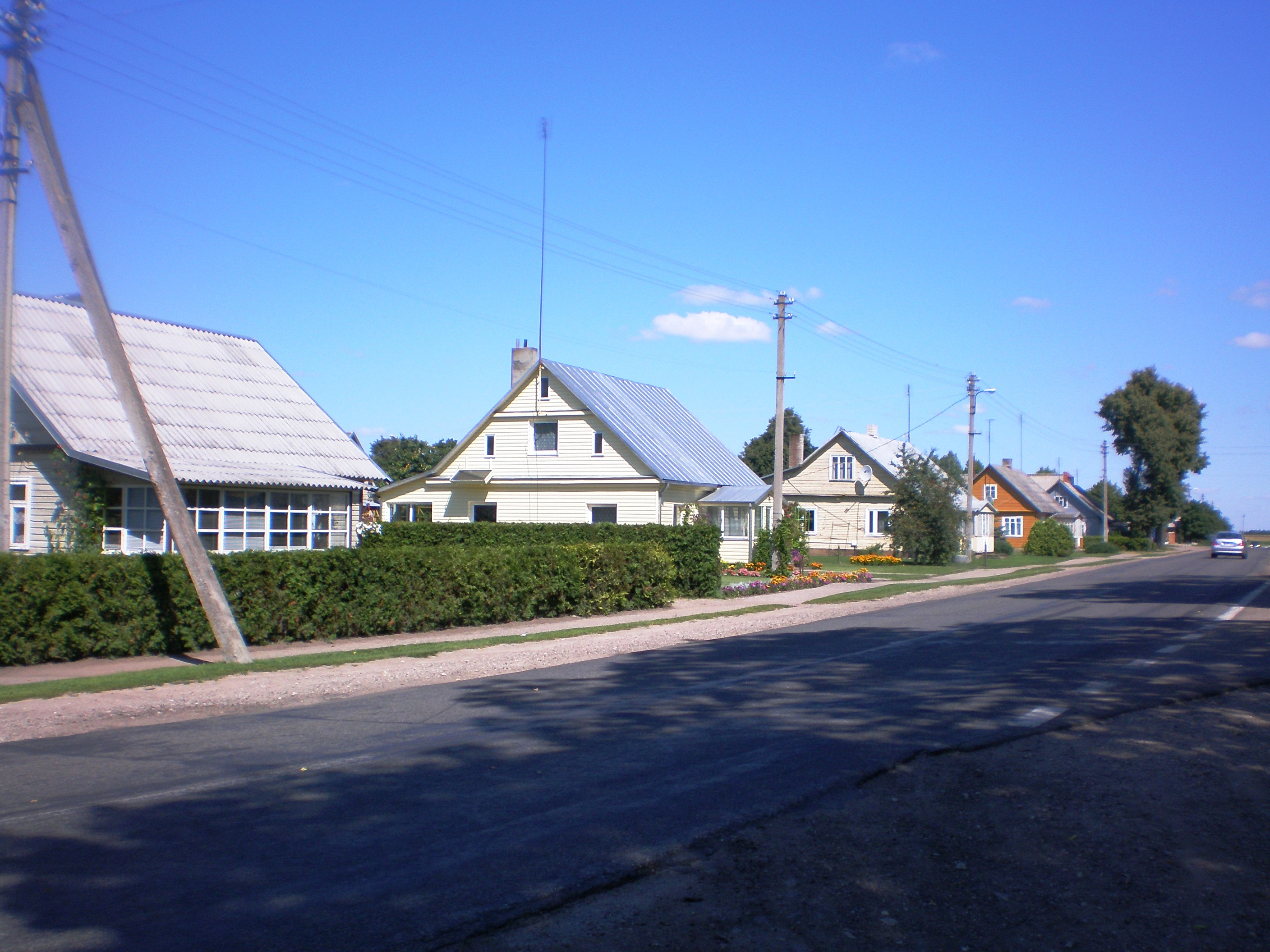
Surviliškis
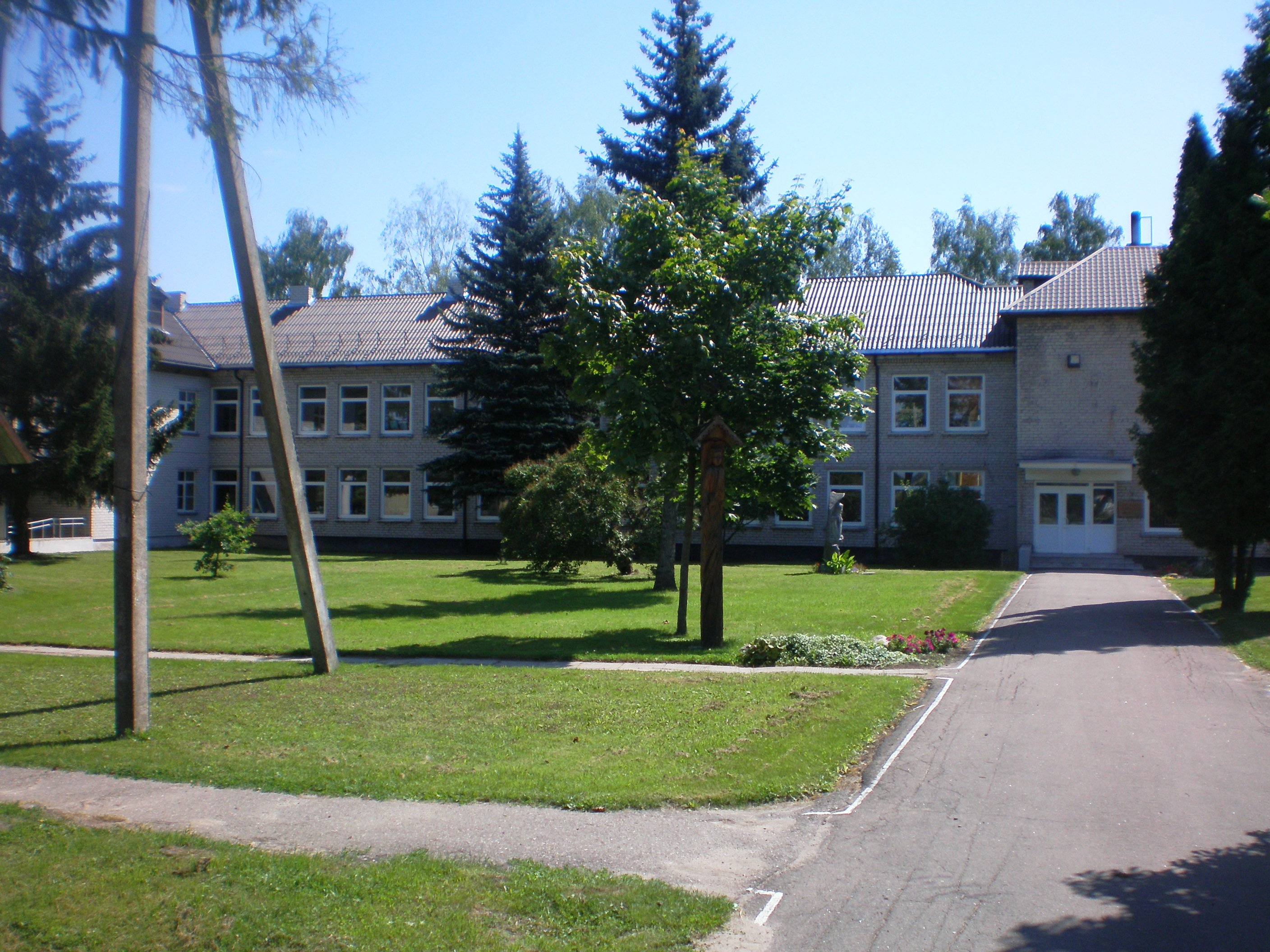
Vincas-Svirskis-Hauptschule
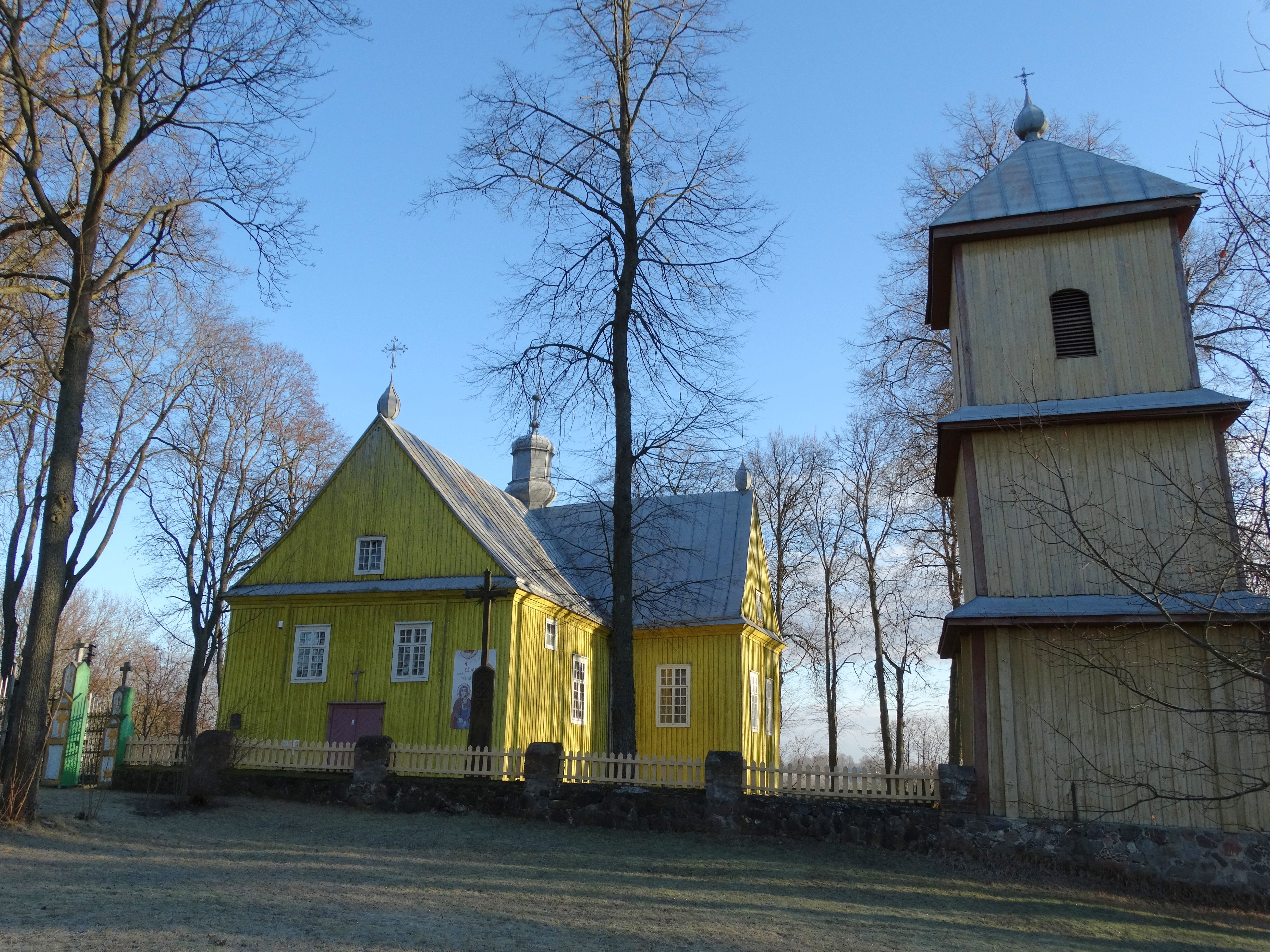
Katholische Kirche Surviliškis